# Slovenská konzervatívna strana
Slovenská konzervatívna strana (SKS, Slovakiets konservative parti), tidligere kendt som Sieť (netværk, stiliseret som #SIEŤ), var et centrum-højre  politisk parti i Slovakiet. Det blev stiftet i 2014 af Radoslav Procházka, som tidligere var medlem af KDH (KDH).

## Historie
Partiet blev stiftet af Radoslav Procházka i juni 2014 efter præsidentvalget i 2014. Sieť stod da i opinionsmålingerne til over 10 % af stemmerne og var nummer to efter Smer og forventedes at blive det store centrum-højre parti ved parlamentsvalget i 2016.
Men partiet fik kun 5,6 % af stemmerne og 10 mandater i Nationalrådet ved valget. Sieťs lave opbakning var en af valgets mange overraskelser. Sieť blev en del af en regeringskoalition ledet af Smer, hvilket førte til splittelse i partiet og afgang af medlemmer, inklusive 3 parlamentsmedlemmer. Sieť faldt til 1 % i meningsmålingerne. Procházka blev afløst som formand af Roman Brecely i august 2016. 5 parlamentsmedlemmer ledet af Andrej Hrnčiar forlod derefter partiet for at slutte sig til Most–Híd. Derefter havde Sieť med kun 2 parlamentsmedlemmer tilbage.
Premierminister Robert Fico meddelte 19. august 2016, at Sieťs ministre vil træde tilbage, og Sieť vil blive integreret i et af de andre koalitionspartier. I januar 2017 annoncerede Sieť, at det planlagde at fusionere med et andet parti, sandsynligvis det lille og inaktive slovakiske parti Europæisk Demokratisk Parti. Det forventedes at ske i foråret 2017.
Da Radoslav Procházka besluttede at udtræde af Nationalrået, mistede Sieť endnu et parlamentsmedlem. Procházka blev erstattet af Zuzana Simenová, som besluttede at blive løsgænger. 3. maj 2017 mistede Sieť sit sidste parlamentsmedlem. 
Roman Brecely trådte tilbage som partiets leder 10. maj 2017 hvorefter Marek Čepko blev fungerende leder.  10. september 2017 blev Ivan Zuzula valgt til ny leder.
Sieť annoncerede i juni 2018, at det ville ændre navn til Slovenská konzervatívna strana (SKS, Slovakiets Konservative Parti). Navnet blev ændret 4. juli 2018.
I juli 2021 indgik SKS en aftale med KDH, som betød SKS blev indlemmet i KDH. På det tidspunkt havde partiet nogle hundrede medlemmer med 40 til 50 aktive. Deres hjemmeside har været offline siden februar 2022. 